# 紫花粗糙黄堇
紫花粗糙黄堇（学名：Corydalis scaberula var. purpurascens）为罂粟科紫堇属下的一个变种。

## 扩展阅读
- 維基物種上的相關：紫花粗糙黄堇